# Distretto di Jaghori
Il distretto di Jaghori è un distretto dell'Afghanistan appartenente alla provincia di Ghazni. Viene stimata una popolazione di 89 893 abitanti (stima 2016-17).